# 南商金融創新中心
南商金融創新中心是香港一座商業大廈，位于長沙灣荔枝角道888號，樓高28層。

## 歷史
2017年5月，新世界發展以40.288億港元投得長沙灣荔枝角道近長順街的商業用地。
2020年12月，新世界發展拆售荔枝角道888號。
2021年5月，香港大學以2.88億港元購入荔枝角道888號5樓全層。
2022年6月，南洋商業銀行以12億港元購入荔枝角道888號最高三層連命名權，大廈會易名為南商金融創新中心。同年7月，新世界發展表示會為非自用業主提供租賃服務。

## 用戶
- 5樓：香港大學專業進修學院（HKU SPACE）香港大學以2.88億港元購入
- 12樓：香港大學專業進修學院（HKU SPACE）丁鶴壽家族以約3.33億元購入
- 21樓：周大福創建總部
- 29至31樓：南洋商業銀行 - 南洋商業銀行以12億港元購入

## 外部連結
- 荔枝角道888號 （页面存档备份，存于）